# إيليا جورجييف
إيليا جورجييف هو مصارع رياضي بلغاري، ولد في 21 يناير 1963 في بلجق ‏ في بلغاريا.

## وصلات خارجية
- إيليا جورجييف على موقع قاعدة بيانات المصارعة الدولية (الإنجليزية)
- إيليا جورجييف على موقع أوليمبيديا (الإنجليزية)